# Johannes Stöffler
Johannes Stöffler (Ioannis Stoefleri Ivstingensis; * Justingen, perto de Blaubeuren, 10 de dezembro de 1452 † Blaubeuren, 16 de fevereiro de 1531) foi matemático alemão, astrônomo, astrólogo, sacerdote, fabricante de instrumentos astronômicos e professor da Universidade de Tübingen.

## Vida
Johannes Stöffler nasceu em 10 de dezembro de 1452, em Justingen (agora parte de Schelklingen) na região de Swabian Alb. Tendo recebido sua educação básica na escola do mosteiro Blaubeuren, ele se matriculou na recém-fundada Universidade de Ingolstadt em 21 de abril de 1472, onde foi consequentemente promovido a Bacharel em setembro de 1473 e a Magister em janeiro de 1476. Após terminar seus estudos, ele obteve a paróquia de Justingen onde ele, além de suas obrigações clericais, se preocupava com astronomia, astrologia e a construção de instrumentos astronômicos, relógios e globos. Ele manteve uma correspondência animada com os principais humanistas - por exemplo, Johannes Reuchlin, para quem fez escreveu horóscopos.
Em 1499, ele previu que um dilúvio cobriria o mundo em 20 de fevereiro de 1524. Em 1507, por instigação do duque Ulrich I, ele recebeu a recém-criada cadeira de matemática e astronomia na Universidade de Tübingen, onde se destacou como rico atividades de ensino e publicação e, finalmente, foi eleito reitor em 1522. Na época de sua nomeação, ele já desfrutava de um monopólio virtual em efemérides - fazendo em colaboração com Jacob Pflaum, continuando os cálculos de Regiomontanus até 1531, e depois até 1551, sendo este último publicado postumamente em 1531.
Seu tratado sobre a construção e o uso do astrolábio, intitulado Elucidatio fabricae ususque astrolabii, foi publicado em várias edições e serviu por muito tempo aos astrônomos e agrimensores como uma obra padrão.
Filipe Melâncton e Sebastian Münster estão entre seus alunos mais famosos. Quando uma epidemia de peste forçou a divisão e realocação de sua universidade para o campo circundante em 1530, Stöffler foi para Blaubeuren e morreu lá em 16 de fevereiro de 1531 de peste. Ele foi enterrado no coro da igreja colegiada (Stiftskirche) em Tübingen.

## Trabalhos
- 1493: Um globo celestial para o Bispo de Konstanz. Este globo, como o único restante e mais importante objeto de sua oficina, está exposto no Landesmuseum Württemberg no Castelo velho em Stuttgart.
- 1496: Um relógio astronômico para o Minster de Konstanz.
- 1498: Um globo celestial para o Bispo de Worms.
- 1499: Um Almanaque (Almanach nova plurimis annis venturis inserentia) publicado em colaboração com o astrônomo Jakob Pflaum de Ulm, que foi designado como uma continuação das efemérides de Regiomontanus. Teve grande circulação, teve 13 edições até 1551 e exerceu forte influência na astronomia renascentista.
- 1512-1514: Comentário sobre a Geografia de Ptolomeu. Manuscrito não publicado com comentários sobre os livros 1 e 2 da Geografia, preservado na Universidade de Tübingen; os comentários restantes foram perdidos em um incêndio em 1534.[4]
- 1513: Um livro sobre a construção e uso do astrolábio (Elucidatio fabricae ususque astrolabii), publicado em 16 edições até 1620 e, em 2007, pela primeira vez em inglês.[5]
- 1514: Tabelas astronômicas (Tabulae astronomicae).
- 1518: Uma proposta de revisão do calendário (Calendarium romanum magnum) que formou a base para o calendário gregoriano.[6]
- 1534 (publicado postumamente): Comentário sobre a Sphaera de pseudo-Proclus (Ioannis Stoefleri Iustingensis mathematici eruditissimi, faciléque omnium principis, em Procli Diadochi, authoris grauissimi Sphæram mundi, omnibus numeris longè absolutissimus commentarius)